# Alberto Pozas
Alberto Pozas Fernández (Madrid, 1959) es un periodista español vinculado por muchos años al Grupo Zeta. Ha ejercitado labores de comunicación en los gobiernos socialistas de Felipe González y de Pedro Sánchez. Fue portavoz de la Secretaría de Estado para la Seguridad con el ministro Rafael Vera. Ejerció como director de la revista Interviú por más de una década, hasta el momento de su desaparición (2018).Tras ello, asumió como Director General de Información Nacional dependiente de la Secretaría de Estado de Comunicación hasta su dimisión en 2019, por hallarse implicado en la pieza 10 de la operación Tándem. Pozas es el primer periodista implicado en el caso Villarejo.Asimismo, es el vicepresidente de la Asociación Española de Periodistas de Información.

## Trayectoria
En el año 1985 se le concede el Premio Ejército de Periodismo, compartido con José Antonio Vera.
Entre 1989 y 1992 fue asesor ejecutivo de Comunicación y portavoz de la Secretaría de Estado para la Seguridad en la etapa de Rafael Vera.De este periodo es fruto el libro Las conversaciones secretas Gobierno-ETA (Ediciones B, 1992). Entre el 1993 y 1994 fue director del programa Código Uno (TVE), del que fue además guionista, actividad que también realizó para el programa de televisión española la Ley del Jurado.En el año 1996-1997 en el boletín de información política confidencial Off the record y dirigió la agencia OTR/PRESS.También fue jefe de la sección nacional del diario 'El Sol', hoy desaparecido. 
A partir de 1997 comienza una etapa de casi dos décadas dedicadas a la revista Interviú del grupo de comunicación Zeta. Hasta el año 2006 fue adjunto al director y redactor jefe. En este momento se pasa a El periódico como director de suplementos especiales. Pero en octubre de 2008 regresa a Interviú como director, en sustitución de Manuel Cerdán. También fue reportero de Actual, Tiempo de Hoy, también del Grupo Zeta.
Ha sido colaborador como tertuliano en el programa radiofónico Hora 25 de la Cadena SER y en los programa de televisión Los desayunos de TVE y La Tarde en 24 horas.
El 23 de junio de 2018 asumió la Dirección General de Información Nacional dependiente de la Secretaría de Estado de Comunicación en el Gobierno de Pedro Sánchez. Sin embargo, el 4 de abril de 2019 dimitió después de que el juez de la Audiencia Nacional Manuel García-Castellón le citara a declarar como testigo. Pozas es el primer periodista implicado en el caso Villarejo.

### Caso Villarejo
El comisario José Manuel Villarejo acusó a Pozas de haberle entregado, mientras era director de Interviú, una memoria USB con los datos del teléfono sustraído a Dina Bousselham, quien era asesora del entonces líder de Podemos Pablo Iglesias. La denuncia de Villarejo provocó la dimisión de Pozas como Director General de Información Nacional. Pozas publicó un comunicado donde afrimaba: «estoy siendo utilizado para atacar al Gobierno y al Presidente, y eso no lo puedo permitir. La situación me impide poder siquiera opinar».No obstante, Pozas admitió ante el juez que él tenía el pendrive con la información del móvil y que se la entregó a Villarejo, quien posteriormente se la pasó a Eduardo Inda. Algunos de los archivos robados del móvil salieron publicados en el digital de Inda en 2016, cuando PSOE e Unidos Podemos tenían posibilidades de formar gobierno con el apoyo de las fuerzas nacionalistas e independentistas. Por ello, pasó de ser testigo a investigado por un presunto delito de revelación de secretos. En mayo de 2023, Pozas pidió el sobreseimiento del caso, pero la Sala de lo Penal lo ha desestimado y Pozas irá a juicio oral junto a Luis Rendueles, subdirector de la revista.

## Publicaciones
- Las conversaciones secretas Gobierno-ETA (Ediciones B, 1992).